# Liptov

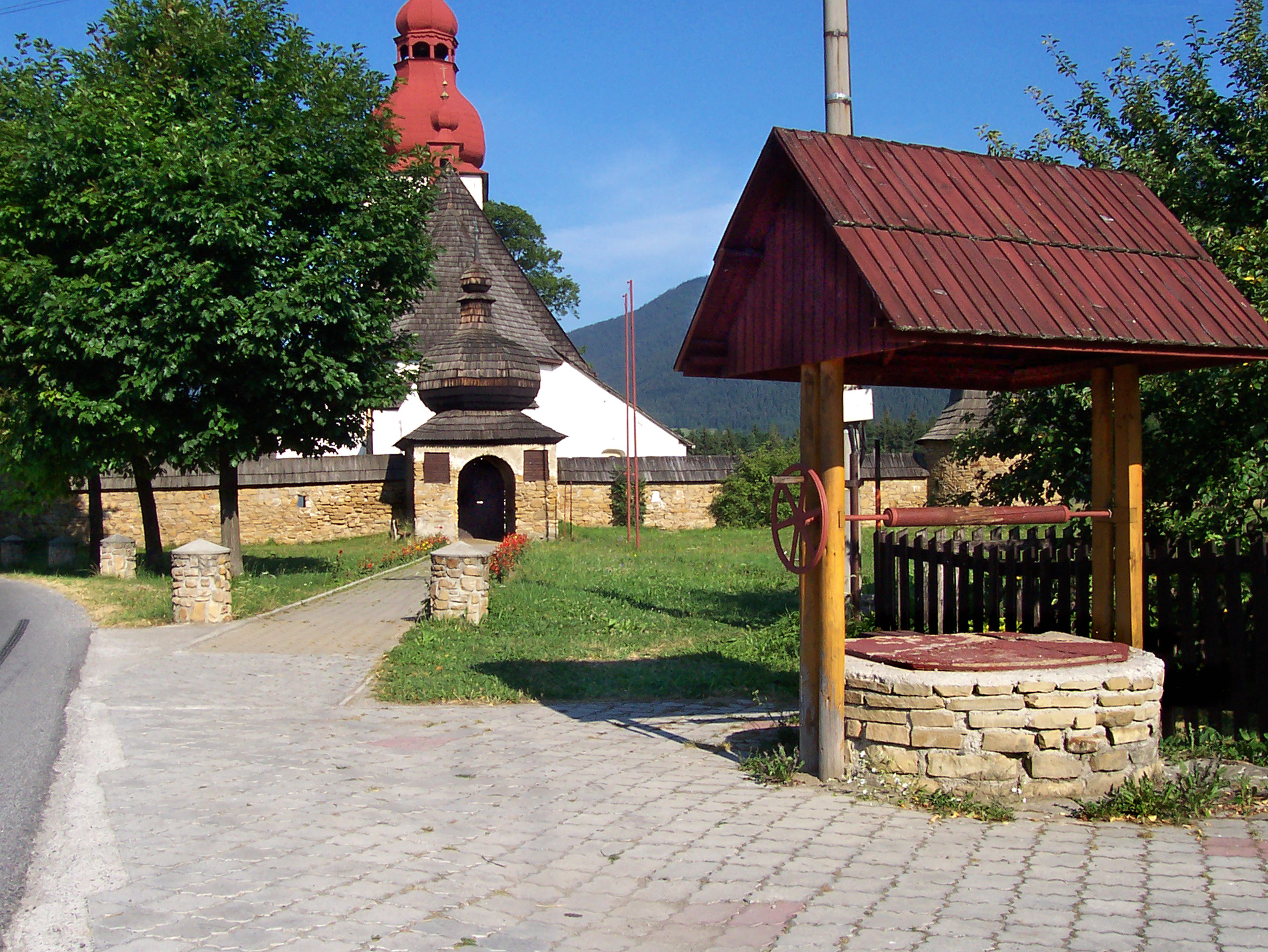
Kostel v Liptovských Matiašovcích

Liptov (maďarsky Liptó, latinsky Liptovium, polsky Liptów) je historické území na středním Slovensku, pod Vysokými Tatrami, na horním toku Váhu.
Od 14. století byl Liptov samosprávným celkem, svůj název má podle stejnojmenného hradu, kde sídlil i župan. Centrum celé oblasti se roku 1677 přesunulo do města Liptovského Mikuláše. Mezi lety 1780 až 1790 byl spojen s Oravou, dále do roku 1918 existoval ale jako jedna z 64 žup Uherska. Jako administrativní celek zanikl až při novém členění Československa v roce 1922.
Vzhledem k oddělení tohoto území od zbytku tehdejšího Uherska horami, se zde vyvinula kultura mírně odlišně, než ve zbytku země. Tradici má například vorařství na Váhu, kde se dnes rozvíjí rovněž moderní sporty – např. raftování. Dnes má také velký význam turistika a rekreace, hlavně na přehradě Liptovská Mara.

## Mapy

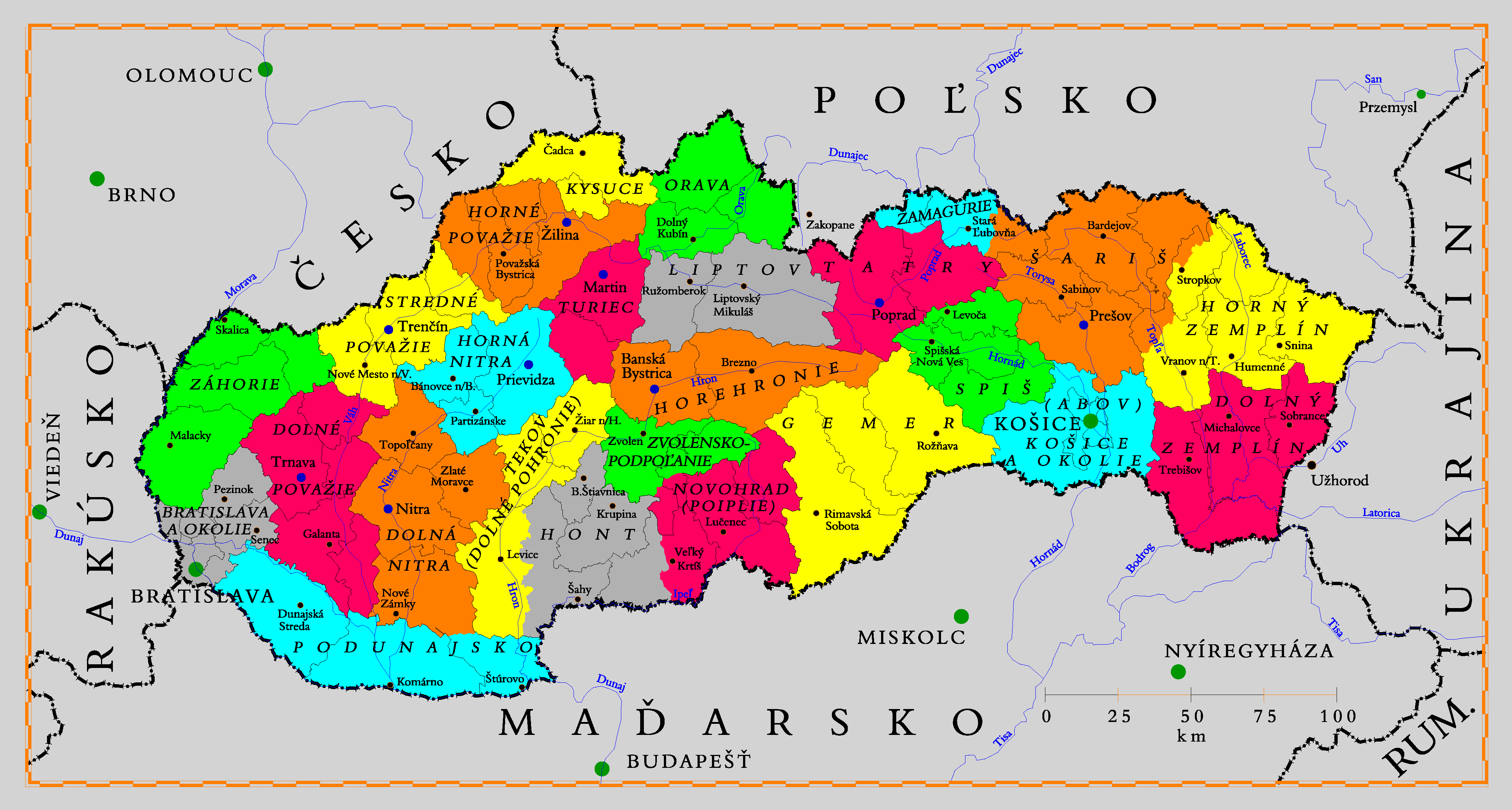
Příklad neoficiálních tradičních regionů Slovenska
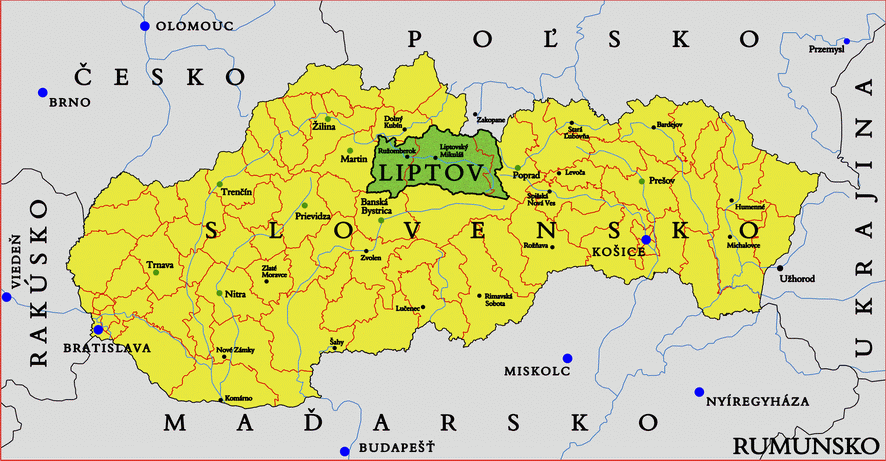
Dnešní region Liptov